# كأس هونغ كونغ 2001–02
كأس هونغ كونغ 2001–02 هو موسم من كأس هونغ كونغ. فاز فيه نادي جنوب الصين.